# Jaba' (Jerusalem)
Jaba' (àrab: جبع, Jabaʿ) és una vila palestina de la governació de Jerusalem, a Cisjordània, situada 10 kilòmetres al nord-est de Jerusalem. Segons l'Oficina Central Palestina d'Estadístiques tenia 3.721 habitants el 2016.

## Història
S'hi ha trobat terrissa de l'romana d'Orient.

### Època otomana
En 1838 Edward Robinson la va assenyalar com un petit llogaret, i la meitat en ruïnes. Hi havia algunes grans pedres tallades, indicant antiguitat. També va assenyalar un petit edifici amb l'aparició d'una església antiga i una torre quadrada.
L'explorador francès Victor Guérin va identificar Jaba' amb l'antiga Geba i va assenyalar que "només trenta de les cases estan en peus. Al punt més alt de l'altiplà on se situen es troba una petita fortalesa o Burj, el curs inferior del qual, si no és antic, almenys està construït amb pedres antigues. Aquí i allà, les coves i les cisternes talades a la roca mostren l'antiguitat del lloc. També hi ha un antic mur de grans pedres quadrades, només queden alguns vestigis." Una llista de viles otomanes del 1870 mostra que tenia 100 habitants, en un total de 35 cases, tot i que el nombre de població només incloïa homes.
En 1883 el Survey of Western Palestine (SWP) del Fons per a l'Exploració de Palestina va descriure-la com «un poble de grandària moderada que se situa sobre una muntanya rocosa. Al nord hi ha una vall profunda (Wady Suweinit); al sud, el sòl cau menys bruscament, però és molt rocós, a l'oest, la cresta és plana; a l'est es troba una plana que s'estén per aproximadament 1 1/2 milles i aproximadament 1/2 milla d'ample pel nord i el sud, aquesta plana és una terra oberta cultivable que s'estén al límit dels penya-segats precipitats al nord. El poble té coves per sota, als peus del monticle […] i hi ha olives a l'oest, nord i sud. Hi ha una casa alta central com una torre al poble.»
També van assenyalar: «Hi ha una gran cova situada a sota de la vila a l'est, d'uns 20 a 30 metres quadrats, amb un pas a l'esquerra al final, que s'estén a 15 passos, parcialment tallat, en part natural, amb doble entrada. Es diu que existeix un segon com aquest més a prop del poble. A l'oest del poble, per l'antic camí, hi ha cisternes, tallades en roca i, en un cas, cobertes amb una volta de túnel de ruïnes.»
En 1896 la població de Dscheba era estimada en unes 204 persones.

### Mandat Britànic de Palestina
En el cens de Palestina de 1922, dut a terme per les autoritats del Mandat Britànic, Juba tenia 229 musulmans, incrementats en el cens de 1931 a 286 musulmans en 53 cases habitades.
En el cens de 1945 Jaba tenia 350 musulmans amb 13,407 dúnams de terra, segons un cens oficial de terra i població. D'aquests, 282 dúnams eren plantacions i terra de rec, 3,794 usats per a cereals, mentre 24 dúnams eren sòl edificat.

### Després de 1948
Després de la Guerra araboisraeliana de 1948 i els acords d'armistici de 1949, Jaba' va quedar sota un règim d'ocupació jordana. Des de la Guerra dels Sis Dies en 1967, Jaba' ha romàs sota ocupació israeliana.